# Cormocephalus westwoodi
Espèce
Taxons de rang inférieur
- Cormocephalus westwoodi anceps
- Cormocephalus westwoodi lambertoni
- Cormocephalus westwoodi nubigenus
- Cormocephalus westwoodi ribauti
- Cormocephalus westwoodi westwoodi

Synonymes
- Cormocephalus dispar Porat, 1871
- Cormocephalus dispar dispar
- Cormocephalus elegans Kraepelin, 1903[2]
- Cormocephalus elegans elegans Kraepelin, 1903
- Cormocephalus fangaroka Saussure & Zehntner, 1902
- Cormocephalus foecundus Newport, 1845
- Cormocephalus huttoni Pocock, 1893
- Cormocephalus lanatipes Kohlrausch, 1878
- Cormocephalus longicornis Porat, 1871
- Cormocephalus monilicornis Porat, 1876
- Cormocephalus pallipes Newport, 1845
- Cormocephalus purpureus Pocock, 1893
- Cormocephalus rugulosus Porat, 1871
- Cormocephalus sarasinorum Haase, 1887
- Cormocephalus violaceus Newport, 1845
- Cormocephalus westwoodi microdens
- Scolopendra puncticeps Gervais, 1847
- Scolopendra violacescens Gervais, 1847
- Scolopendra westwoodi Newport, 1844

Cormocephalus westwoodi est une espèce de myriapodes chilopodes de la famille des Scolopendridae. Elle est trouvée sous des noms différents dans différentes régions du monde. Par exemple, elle a été décrite sous le nom C. elegans en Afrique du Sud. La localité type se situe en Australie.
Le corps est gris pâle. La tête est orange avec des antennes bleutées. Les pattes sont jaunes avec des reflets bleutés. Le dernier article du corps est orange pâle ainsi que la dernière paire de pattes. L'espèce peut être confondue avec Cormocephalus aurantiipes. C'est le plus grand mille-pattes de Tasmanie, atteignant 60 mm de long.
L'espèce préfère vivre sous les pierres ou l'écorce. C'est un animal de compagnie dans certains pays d'Océanie.